# Inga chorrerana
Inga chorrerana är en ärtväxtart som beskrevs av T.S.Elias. Inga chorrerana ingår i släktet Inga och familjen ärtväxter. Inga underarter finns listade i Catalogue of Life.